# Шафрановська сільська рада
Шафра́новська сільська рада (рос. Чебенлинский сельский совет) — муніципальне утворення у складі Альшеєвського району Башкортостану, Росія. Адміністративний центр — село Шафраново.

## Населення
Населення — 3192 особи (2019, 3562 в 2010, 4090 в 2002).

## Склад
До складу поселення входять такі населені пункти:
| Населений пункт    | Населення, осіб (2002) | Населення, осіб (2010) |
| ------------------ | ---------------------- | ---------------------- |
| Ідрісово, присілок | 445                    | 389                    |
| Каран, присілок    | 117                    | 76                     |
| Колонка, присілок  | 5                      | 3                      |
| Ташкічу, присілок  | 142                    | 92                     |
| Чайкино, хутір     | 200                    | 163                    |
| Чуракаєво, село    | 561                    | 477                    |
| Шафраново, село    | 2620                   | 2362                   |